# Akihabara@Deep (film)
Akihabara@Deep (アキハバラ＠ＤＥＥＰ?) è un film del 2006 diretto da Takashi Minamoto.
La pellicola riprende il dorama omonimo trasmesso da TBS nell'estate dello stesso anno ma avendo attori differenti.
Akihabara è il quartiere di Tokyo espressamente dedicato alla compravendita di anime e manga, videogame e cosplay; è il luogo che ha i maggiori negozi che raccolgono tali merci, un autentico paradiso per i fanatici e per tutti gli otaku in genere. I sei protagonisti della storia sono dei frequentatori assidui, ognuno coi suoi guai e problemi personali da risolvere.